# Brett J. Gladman
Brett J. Gladman, född 19 april 1966 i Wetaskiwin, Alberta, är en kanadensisk astronom och professor vid University of British Columbia.
2002 tilldelades han Harold C. Urey Prize.
Minor Planet Center listar honom som B. Gladman och som upptäckare av 20 asteroider.
Han har även upptäckt flera av solsystemets månar:
- Uranus: Caliban, Sycorax, Prospero, Setebos, Stephano, Ferdinand
- Saturnus: Erriapo, Ijiraq, Kiviuq, Mundilfari, Paaliaq, Siarnaq, Skathi, Suttungr, Tarvos, Thrymr, Ymir
- Neptunus: Neso
- Jupiter: S/2003 J 16, S/2003 J 18, S/2003 J 19, S/2010 J 1, Carpo, Themisto

Asteroiden 7638 Gladman är uppkallade efter honom.

## Asteroider upptäckta av Brett J. Gladman
| (44594) 1999 OX3 [A][B][C] | 21 juli 1999      |
| (49673) 1999 RA215 [D][E]  | 13 september 1999 |
| (60620) 2000 FD8 [A][B][C] | 27 mars 2000      |
| (60621) 2000 FE8 [A][B][C] | 27 mars 2000      |
| (62608) 2000 SD332         | 23 september 2000 |
| (82053) 2000 SZ370 [A]     | 23 september 2000 |
| (118698) 2000 OY51         | 28 juli 2000      |
| (182222) 2000 YU1 [B][F]   | 16 december 2000  |
| (182223) 2000 YC2 [B][F]   | 17 december 2000  |
| (182926) 2002 FU6 [A][G]   | 20 mars 2002      |
| (200198) 1999 RE216        | 2 september 1999  |
| (385191) 1997 RT5 [H][J]   | 7 september 1997  |
| (385533) 2004 QD29         | 19 augusti 2004   |
| (418993) 2009 MS9 [A][C]   | 25 juni 2009      |

| (422472) 2014 SZ319 | 23 mars 2001     |
| (444025) 2004 HJ79 | 26 april 2004    |
| (468422) 2000 FA8 [A][B][C] | 27 mars 2000     |
| (469610) 2004 HF79 | 24 april 2004    |
| (506439) 2000 YB2 [B][F] | 16 december 2000 |
| Upptäckt tillsammans med: A J. J. Kavelaars B M. J. Holman C J.-M. Petit D D. Davis E C. Neese F T. Grav G A. Doressoundiram H P. Nicholson J J. A. Burns |                  |